# ميخائيل إبرامسن
ميخائيل إبرامسن (بالإنجليزية: Michael Abramson)‏ هو مصور أمريكي، ولد في 11 أكتوبر 1948 في جيرسي سيتي في الولايات المتحدة، وتوفي في 21 مارس 2011 في شيكاغو في الولايات المتحدة.